# Nattjärnen, Ångermanland
Nattjärnen är en sjö i Örnsköldsviks kommun i Ångermanland och ingår i Lögdeälvens huvudavrinningsområde. Sjöns area är 0,007 kvadratkilometer och den befinner sig 200 meter över havet.